# Сатус (Вашингтон)
Сатус (енгл. Satus) град је у америчкој савезној држави Вашингтон. То је пописно одређено место у округу Јакима, које се налази на источном углу индијанског резервата Јакама. Број становништва је било 746 на попису из 2000. године. Југозападно је од Националног уточишта за дивље животиње Топениш. Заједница није призната у попису 2010. године. Подручје је први пут насељено и основана као поштанска локација 1890. године.

## Географија
Према Бироу за попис становништва Сједињених Америчких Држава, насеље има укупну површину од 69,3 квадратних миља (179 km2), од чега је 68,6 квадратних миља (178 km2) копно и 0,7 квадратних миља (1,8 km2) (0,98%) је вода. Налази се у округу Јакима.

## Демографија
По попису из 2000. године број становника је 746, 200 домаћинстава и 168 породица у насељу. Густина насељености била је 10,9 људи по квадратној миљи (4,2 људи / km2). Било је 215 стамбених јединица у просјечној густини од 3,1 по квадратној миљи (1,2 / km2). Расни састав насеља био је 32,98% бели,0,27% Афроамериканци, 37,00% Индијанци, 0,27% Азијати, 0,13% Пацифички острвљани, 23,73% из других раса и 5,63% из двије или више раса. Хиспаноамериканци или Латиноамериканци било које расе били су 27,48% становништва. 
Било је 200 домаћинстава, од којих је 41,5% имало дјецу млађу од 18 година која су живјела са њима, 61,0% су били брачни парови који живе заједно, 10,5% је имало женског домаћина без мужа, а 16,0% су биле не-породице. 12 ,5% свих домаћинстава чинили су појединци, а 6,5% је имало некога ко је живио сам и имао 65 година или старији. Просјечна величина домаћинства била је 3,52, а просјечна величина породице 3,79.
Становништво је садржавало 34,7% млађе од 18 година, 10,2% од 18 до 24, 25,7% од 25 до 44, 22,0% од 45 до 64 године и 7,4% који су били старији од 65 година. Средња старост била је 29 година. На сваких 100 жена, било је 120,7 мушкараца. На сваких 100 жена старијих од 18 година, било је 121,4 мушкараца.
Средњи приход за домаћинство у насељу био је 32,143 долара, а средњи приход за породицу био је 29,167 долара. Мушкарци су имали средњи приход од $ 28,958 у односу на $ 28,523 за жене. Приход по глави становника за насеље је $ 9,905. Око 23,1% породица и 27,1% становништва било је испод границе сиромаштва, укључујући 37,0% оних млађих од 18 година и 16,7% оних старијих од 65 година.  
| Група             | 2000.       | 2010.    |
| Белци             | 230 (30,8%) | 0 (0,0%) |
| Афроамериканци    | 2 (0,3%)    | 0 (0,0%) |
| Азијати           | 2 (0,3%)    | 0 (0,0%) |
| Хиспаноамериканци | 205 (27,5%) | 0 (0,0%) |
| Укупно            | 746         | 0        |